# Soulier d'or belge 2005
Le Soulier d'or 2005 est un trophée individuel, récompensant le meilleur joueur du championnat de Belgique sur l'ensemble de l'année 2005. Ceci comprend donc à deux demi-saisons, la fin de la saison 2004-2005, de janvier à juin, et le début de la saison 2005-2006, de juillet à décembre.

## Lauréat
Il s'agit de la cinquante-deuxième édition du trophée, remporté par le milieu de terrain portugais du Standard de Liège Sérgio Conceição. Il est le huitième joueur étranger à recevoir le Soulier d'Or, et le premier standardman depuis Éric Gerets en 1982. Il devance deux joueurs du RSC Anderlecht, Vincent Kompany et Christian Wilhelmsson. Il n'est pas présent lors de la cérémonie, et n'arrive dans la salle du casino d'Ostende qu'en toute fin de soirée pour recevoir son trophée en mains propres.
Lors du premier tour des votes effectué fin juin, Kompany remporte la majorité des suffrages avec 124 points, devant Kevin Vandenbergh (61), Christian Wilhelmsson (60), Sérgio Conceição (60) et Timmy Simons (45). Mais des blessures à répétition le tiennent à l'écart des terrains pendant quasiment toute la fin d'année, et avec une dizaine de matches joués, il ne peut défendre ses chances. Conceição emporte le second tour avec 170 points, devan Wilhelmsson (130).

## Classement complet
| Place | Joueur                | Nationalité | Club(s)                      | Points |
| ----- | --------------------- | ----------- | ---------------------------- | ------ |
| 1.    | Sérgio Conceição      |             | Standard de Liège            | 230    |
| 2.    | Vincent Kompany       |             | RSC Anderlecht               | 200    |
| 3.    | Christian Wilhelmsson |             | RSC Anderlecht               | 190    |
| 4.    | Kevin Vandenbergh     |             | KRC Genk                     | 67     |
| 5.    | Karel Geraerts        |             | Standard de Liège            | 49     |
| 6.    | Timmy Simons          |             | FC Bruges / PSV Eindhoven    | 45     |
| 7.    | Tomislav Butina       |             | FC Bruges                    | 38     |
| 8.    | Jackson Coelho        |             | KVC Westerlo                 | 36     |
| 9.    | Silvio Proto          |             | La Louvière / RSC Anderlecht | 34     |
| 10.   | Gert Verheyen         |             | FC Bruges                    | 31     |
| 11.   | Koen Daerden          |             | KRC Genk                     | 26     |
| 12.   | Mohammed Tchité       |             | Standard de Liège            | 23     |
| 13.   | Yves Vanderhaeghe     |             | RSC Anderlecht               | 21     |
| 14.   | Mbark Boussoufa       |             | La Gantoise                  | 15     |
| 15.   | Steven Defour         |             | KRC Genk                     | 13     |
| 16.   | Bosko Balaban         |             | FC Bruges                    | 12     |
| 17.   | Bertrand Laquait      |             | Sporting Charleroi           | 11     |
| 18.   | Nenad Jestrović       |             | RSC Anderlecht               | 10     |
| ==.   | João Carlos           |             | KSC Lokeren                  | 10     |
| 20.   | Igor de Camargo       |             | FC Brussels                  | 7      |
| 21.   | Nastja Ceh            |             | FC Bruges                    | 6      |
| ==.   | Pär Zetterberg        |             | RSC Anderlecht               | 6      |
| ==.   | Rune Lange            |             | FC Bruges                    | 6      |
| 24.   | Oguchi Onyewu         |             | Standard de Liège            | 5      |
| 25.   | Ivica Dragutinović    |             | Standard de Liège            | 4      |
| ==.   | Tony Sergeant         |             | Zulte-Waregem                | 4      |
| 27.   | Sven Vermant          |             | FC Bruges                    | 3      |
| ==.   | Dario Smoje           |             | La Gantoise                  | 3      |
| ==.   | Salou Ibrahim         |             | Zulte-Waregem                | 3      |
| ==.   | Philippe Léonard      |             | Standard de Liège            | 3      |
| ==.   | Vedran Runje          |             | Standard de Liège            | 3      |
| 32.   | Mbo Mpenza            |             | RSC Anderlecht               | 2      |
| ==.   | Richard Culek         |             | FC Brussels                  | 2      |
| ==.   | Anthony Vanden Borre  |             | RSC Anderlecht               | 2      |
| ==.   | Frédéric Herpoel      |             | La Gantoise                  | 2      |
| ==.   | Stijn Meert           |             | Zulte-Waregem                | 2      |
| ==.   | Orlando Engelaar      |             | KRC Genk                     | 2      |
| ==.   | Chris Janssens        |             | KVC Westerlo                 | 2      |
| ==.   | Aruna Dindane         |             | RSC Anderlecht               | 2      |
| 40.   | Peter Van der Heyden  |             | FC Bruges                    | 1      |
| ==.   | Steve Colpaert        |             | FC Brussels                  | 1      |
| ==.   | Nenad Stojanović      |             | KRC Genk                     | 1      |
| ==.   | Philippe Clement      |             | FC Bruges                    | 1      |
| ==.   | Marius Mitu           |             | Lierse SK / RSC Anderlecht   | 1      |
| ==.   | Carl Hoefkens         |             | Germinal Beerschot           | 1      |
| ==.   | Nathan D'Haemers      |             | Zulte-Waregem                | 1      |
| ==.   | Kris De Wree          |             | Germinal Beerschot           | 1      |
| ==.   | Darko Pivaljević      |             | Cercle Bruges                | 1      |
| ==.   | Tom Van Imschoot      |             | KVC Westerlo                 | 1      |
| ==.   | Sébastien Chabaud     |             | Sporting Charleroi           | 1      |
| ==.   | François Sterchele    |             | Sporting Charleroi           | 1      |
| ==.   | Sambegou Bangoura     |             | Standard de Liège            | 1      |
| ==.   | Birger Maertens       |             | FC Bruges                    | 1      |
| ==.   | Ibrahim Kargbo        |             | FC Brussels                  | 1      |
| ==.   | Tosin Dosunmu         |             | Germinal Beerschot           | 1      |

### Sources
- (nl) Cet article est partiellement ou en totalité issu de l’article de Wikipédia en néerlandais intitulé « Belgische Gouden Schoen 2005 » (voir la liste des auteurs).